# Индустријска зона Страда Пер Силвано Пјетра (Павија)
Индустријска зона Страда Пер Силвано Пјетра је насеље у Италији у округу Павија, региону Ломбардија.
Према процени из 2011. у насељу је живело 20 становника. Насеље се налази на надморској висини од 78 м.